# Complexe sportif Vallier
Le Complexe sportif Vallier est un complexe sportif situé dans le 4e arrondissement de Marseille (France) comprenant  un stade, une piscine et un gymnase.
Il est le seul complexe sportif en accès libre du centre-ville. Ouvert complètement au public sans conditions jusqu'en 2019, il est désormais conditionné à l'activité sportive.
Le complexe porte le nom d'Étienne Vallier, un professeur de gymnastique et le président du Club athlétique de Marseille, l'un des plus vieux clubs de football de la ville.

## Piscine
La piscine Vallier est créée par délibération du Conseil municipal du 7 juillet 1958.
Elle accueille les Championnats de France d'hiver de natation 1963, 1964 et 1965. Il s'agit du bassin le plus important de la ville.

## Salle omnisports
Le projet de salle omnisports ou gymnase Vallier est acté par délibérations du Conseil municipal du 10 mars 1956 et du 24 mars 1958. La salle est inaugurée le 29 mars 1964 par Gaston Defferre. 
Il abrite notamment les matchs à domicile du Marseille Volley 13, et a accueilli des matchs européens de l'équipe de handball du Stade Marseillais Université Club dans les années 1960. On y accède au 90 boulevard Boisson.
Elle abrite le combat de boxe du 8 décembre 1953 entre Mohamed Chikhaoui  et Raymond Grassi , qui entraînera la mort de ce dernier.
Le Festival de Marseille et le Ballet national de Marseille investissent la salle Vallier en 2010, en raison notamment des travaux de désamiantage de La Criée pour le Ballet.
Plusieurs concerts s'y tiennent  comme celui des Rolling Stones en 1966, de Claude François en 1970, les Pink Floyd en 1972, Johnny Hallyday en 1974 ou encore Status Quo en 1975.

## Stade
Le stade Vallier est inauguré le 31 janvier 1952.
Il est composé de plusieurs terrains permettant notamment la pratique de l'athlétisme, du basket-ball, du football, du handball et du volley-ball en plein air. Un boulodrome est également présent.
L'équipe de handball à onze y joue un temps ses matchs à domicile du Championnat de France, en 1957, avant de s'installer à Jean-Bouin.

## Environnement et accès
Le complexe sportif Vallier est desservi par l'artère du Jarret (boulevard Françoise-Duparc) avec la ligne de bus 72, et la ligne 2 du tramway de Marseille. Un parking y est présent.